# Grabovo (Vukovar)
 Ovo je glavno značenje pojma Grabovo (Vukovar). Za druga značenja pogledajte Grabovo (razdvojba).
Grabovo-dio je naselje u Republici Hrvatskoj, u sastavu Grada Vukovara, Vukovarsko-srijemska županija.

## Povijest
Do teritorijalne reorganizacije u Hrvatskoj nalazilo se u sastavu stare općine Vukovar. Dva bivša naselja Jakobovac i Ovčara 1991. godine pripojena su naselju Grabovo iz kojeg su ponovno izdvojena 2001. godine kao novo naselje Grabovo-dio.
U ovom naselju (tada naselje Ovčara) počinjen je Genocid u Vukovaru koji su počinili pripadnici JNA i srpskih paravojnih postrojba u noći s 20. na 21. studenoga 1991. godine tijekom srpske okupacije Vukovara.
Većina naselja razrušeno je i opustošeno tokom rata, a dosta starih građevina danas je pretvoreno u farme i industrijske pogone.

## Stanovništvo
Prema popisu stanovništva iz 2011., naselje je imalo 47 stanovnika.
| broj stanovnika |       |       |       | 132   | 205   | 220   | 191   | 154   | 345   | 346   | 357   | 384   | 255   | 192   | 149   | 47    |       |
|                 | 1857. | 1869. | 1880. | 1890. | 1900. | 1910. | 1921. | 1931. | 1948. | 1953. | 1961. | 1971. | 1981. | 1991. | 2001. | 2011. | 2021. |

## Znamenitosti
- Spomen dom Ovčara
- Masovna grobnica Ovčara